# Gymnocarpium disjunctum
Gymnocarpium disjunctum là một loài thực vật có mạch trong họ Woodsiaceae. Loài này được (Rupr.) Ching miêu tả khoa học đầu tiên năm 1965.